# Koi no Cute Beat / Mister USA
Koi no Cute Beat / Mister USA – pierwszy singel Super Monkey’s, wydany przez wytwórnię EMI Music Japan. Jest jedynym singlem, który został nagrany przez oryginalny skład zespołu. Trzy miesiące po wydaniu Anna Makino opuściła grupę.

## Media
Koi no Cute Beat był utworem końcowym w programie Kuizu Sekai wa Show by Shobbai!!, natomiast
Mister U.S.A. został użyty w reklamach firmy Lotte. Po raz pierwszy piosenka zespołu została wykorzystana w mediach w celu promocji. W dalszych latach kariery Super Monkey’s kontynuowały współpracę  z firmą Lotte.

## Lista utworów
| 1. | Koi no Cute Beat                         | 4:59  |
|    |                                          |       |
| 2. | Mister U.S.A.                            | 4:31  |
|    |                                          |       |
| 3. | Koi no Cute Beat (wersja instrumentalna) | 4:59  |
|    |                                          |       |
| 4. | Mister U.S.A. (wersja instrumentalna)    | 4:27  |
|    |                                          |       |
|    |                                          | 18:56 |
|    |                                          |       |

## Personel
- Namie Amuro – wokal, wokal wspierający
- Anna Makino – wokal, wokal wspierający
- Hisako Arakaki – wokal wspierający
- Minako Ameku – wokal wspierający
- Nanako Takushi – wokal wspierający

## Oricon
Koi no Cute Beat / Mister USA znajdował się przez pięć tygodni w rankingu. Sprzedano wtedy 36 610 kopii płyty.
| Diagram                                                    | Pozycja |
| ---------------------------------------------------------- | ------- |
| Dzienny diagram Oricon (w pierwszym dniu sprzedaży)        | -       |
| Tygodniowy diagram Oricon (w pierwszym tygodniu sprzedaży) | #29     |
| Miesięczny diagram Oricon (w pierwszym miesiącu sprzedaży) | -       |
| Roczny diagram Oricon                                      | -       |